# تخمة معرفية
التُّخَمَةُ المعرفية أو التضخم المعرفي أو التراكم المعرفي يعني أن التحصيل المعرفي لقضية ما يصبح أكبر من القدر المطلوب من المعرفة للشخص المعني بالمعرفة. وهي من الظواهر التي انطلقت متزامنة مع عصر توفر المعلومات قي يسر عبر الوسائط الإلكترونية. وتشير الإحصاءات إلى أن المعلومات العامة تتضاعف كل سنتين ونصف مما يؤدي إلى فقدان النقد والتحليل حيث أن تخمة المعلومات وطريقة العرض لا تتيح الفرصة لوضعها في ميزان التقييم أو معارضتها.
ويشكل مصطلح التراكم المعرفي (Knowledge accumulation) إحدى المفاهيم الإدارية الحديثة ذات الأهمية البالغة لارتباطه المباشر، ويتبين أهمية التراكم المعرفي في دعم عمليات الابتكار للموارد البشرية، وعلى وفق مناهج السلوك التنظيمي. ويشير هذا المصطلح إلى تراكم المعرفة التي يتم الحصول عليها من خلال التعلم والتجربة والتفاعل مع العالم من حولنا، والتي يتم تخزينها واستخدامها للتفاعل مع المواقف والتحديات الجديدة، يقوم التراكم المعرفي على الأساس الرئيسي للتعلم الإنساني، ويتمثل هذا الأساس في القدرة الفريدة لدى الإنسان على تعلم الأشياء وتخزينها في الذاكرة، واستخدامها في التفكير وحل المشكلات واتخاذ القرارات. وتتضمن عملية التراكم المعرفي أيضاً تحويل المعرفة والخبرة إلى مفاهيم ونماذج وأساليب يمكن استخدامها في المستقبل.
ويُعرف البعض التراكم المعرفي بأنه: "إحدى أليات التعلم التنظيمي التي من خلالها يتم بناء سلسلة من الإجراءات اللازمة لتطوير القدرات الديناميكية الخاصة بالموارد البشرية داخل المنظمات المعاصرة".
كما يُعرف التراكم المعرفي بأنه: "عملية تهتم ببناء المخزون المعرفي اللازمة لمساعدة المنظمة على تحقيق أهدافها من خلال الاحتفاظ بالموارد البشرية التي تشكل المخزون".

## أهمية التراكم المعرفي
كما هو معروف لدى الجميع أن هذا العصر يمتاز بالانفجار المعرفي والتضخم المعلوماتي، وأصبح الفرد يواجه صعوبة كبيرة في التعامل مع حجم المعلومات المتزايد الذي يتدفق من خلال شبكة المعلومات الدولية ووسائل تقنية المعلومات الأخرى، ويمكن الاستفادة من هذا الكم الهائلة في وضع الاستراتيجيات المناسبة لتحقيق أهداف.

## مجالات الاستفادة من التراكم المعرفي
يمكن الاستفادة من التراكم المعرفي في مجالات عدة، مثل الطب والصناعة والتجارة والتسويق والتعليم والأعمال والحكومة. وتتطلب عملية التراكم المعرفي الاستمرار في تحديث المعرفة وتطويرها، وذلك من خلال البحث والتجربة والتعلم المستمر.
وتُعَدُّ الحواسيب الآلية وتقنيات الذكاء الاصطناعي أدوات مهمة لتسهيل عملية التراكم المعرفي، وذلك من خلال تحليل البيانات والمعلومات والتنبؤ بالاتجاهات المستقبلية، وتطوير نماذج تعليم آلية تستند إلى الخبرات السابقة.